# Plectranthias fourmanoiri
Plectranthias fourmanoiri, thường được gọi cá mú hai đốm hay cá mú Fourmanoir, là một loài cá biển thuộc chi Plectranthias trong họ Cá mú. Loài này được mô tả lần đầu tiên vào năm 1980. Loài này được đặt theo tên của Pierre Fourmanoir, người đã thu thập mẫu vật của loài này và nhận ra rằng, nó đại diện cho một loài mới chưa được mô tả.

## Phân bố và môi trường sống
P. fourmanoiri có phạm vi phân bố rải rác ở vùng biển Tây và Nam Thái Bình Dương. Chúng được tìm thấy tại: quần đảo Société, quần đảo Pitcairn, quần đảo Marshall, quần đảo Samoa, Tuamotu, quần đảo Cook, đảo Giáng Sinh, và một số nơi khác. P. fourmanoiri sống xung quanh các rạn san hô ở những vùng nước gần bờ, độ sâu được ghi nhận trong khoảng từ 5 đến 44 m.

## Mô tả
Mẫu vật lớn nhất dùng để mô tả P. fourmanoiri có chiều dài cơ thể được ghi nhận là khoảng 5 cm. Thân có màu trắng kem hơi ửng đỏ, có các dải sọc màu nâu đỏ. Có 5 đốm đen trên cơ thể: một ở phía sau gai vây lưng, một ở phần sau của phần vây mềm của vây lưng, và một ở phần sau của vây hậu môn; 2 đốm còn lại nhỏ hơn: một ở phía trước vây lưng và một ở bụng, phía trước hậu môn.
Số gai ở vây lưng: 10; Số tia vây mềm ở vây lưng: 18; Số gai ở vây hậu môn: 3; Số tia vây mềm ở vây hậu môn: 7; Số gai ở vây bụng: 1; Số tia vây mềm ở vây bụng: 5; Số tia vây mềm ở vây ngực: 12 - 13; Số tia vây mềm ở vây đuôi: 15.